# Konstantin
A Konstantin latin eredetű férfinév, a Constantinus rövidülése, ami a latin constans szóból ered, aminek a jelentése: szilárd, állhatatos.  Női párja: Konstancia és Konstantina

## Gyakorisága
Az 1990-es években szórványos név, a 2000-es években nem szerepel a 100 leggyakoribb férfinév között.

## Névnapok
- március 11.[2]
- április 12.[2]
- május 21.[2]
- július 27.[2]

## Híres Konstantinok
- „Konstantin” utónevű személyek szócikkeinek listája a Wikidata alapján
- „Constantin” utónevű személyek szócikkeinek listája a Wikidata alapján

### Uralkodók
- VII. (Bíborbanszületett) Konstantin (913–959) bizánci császár
- Nagy Konstantin római császár (uralkodása: 306–337), Konstantinápoly alapítója
- Constantin Movilă, Moldva fejedelme (1606–1611)
- Constantin Şerban Basarab, Moldva fejedelme (1659,1661)
- Constantin Cantemir, Moldva fejedelme (1685–1693)
- Constantin Duca, Moldva fejedelme (1693–1695,1700–1703)
- Constantin Mavrocordat, Moldva fejedelme (1733–1735,1741–1743,1748–1749,1769)
- Constantin Racoviţă, Moldva fejedelme (1749–1753,1756–1757)
- Constantin Moruzi, Moldva fejedelme (1777–1782)
- Constantin Ipsilanti, Moldva fejedelme (1799–1801)
- II. Konstantin görög király (uralkodása: 1964–1973), olimpiai bajnok vitorlázó